# Christian Michelsen (Fußballspieler)
Christian Magnus Thim Michelsen (* 14. März 1976 in Kristiansund) ist ein ehemaliger norwegischer Fußballspieler. Nach dem Ende seiner aktiven Laufbahn begann der Mittelfeldspieler eine Karriere als Fußballtrainer.

## Sportlicher Werdegang
Michelsen entstammt der Jugend des Clausenengen FK, für den er Mitte der 1990er Jahre in der dritten Liga im Erwachsenenbereich debütierte. Nachdem der Klub zwischenzeitlich abgestiegen war, gehörte er Ende des Jahrzehnts zu den Stützen der Mannschaft, die den Durchmarsch aus der Viertklassigkeit in die zweite Liga schaffte. Damit hatte er höherklassig Interesse geweckt und wechselte 1999 zum Erstligisten Stabæk Fotball. Als Einwechselspieler für Petter Belsvik debütierte er zu Beginn der Spielzeit 1999 beim 5:0-Heimerfolg gegen den Aufsteiger Skeid Oslo in der höchsten Spielklasse. In den folgenden Jahren gehörte er zwar zum erweiterten Stammspielerkreis und kam in fünf Spielzeiten zu wettbewerbsübergreifend 100 Pflichtspielen für den Klub, konnte sich aber nie dauerhaft in der Startformation etablieren. Nach Ende der Spielzeit 2003 verließ er daher den Klub und schloss sich dem Zweitligisten Moss FK an. Mit dem Klub verpasste er trotz Strafstoßtor zur zwischenzeitlichen 1:0-Führung durch eine 3:4-Niederlage am Ende der Zweitligasaison 2005 im direkten Duell mit Sandefjord Fotball den direkten Aufstieg in die höchste Spielklasse, konnte sich aber für die Relegation qualifizieren. Hier verpasste die Mannschaft mit zwei Niederlagen gegen Molde FK den Erfolg. In den folgenden Spielzeiten konnte er mit dem Klub nicht an den Erfolg anknüpfen und verließ den Verein mit Auslaufen des Vertrags am Ende der Spielzeit 2007. Er kehrte in seinen Geburtsort zurück, wo er fortan für den Drittligisten Kristiansund BK spielte. Hier verpasste er mehrfach nur knapp als Staffel-Vizemeister den Sprung in die Zweitklassigkeit, ehe er 2012 in der letzten Spielzeit vor dem Karriereende den erstmaligen Zweitligaaufstieg in der Vereinsgeschichte feiern konnte.
Michelsen wechselte nach dem Karriereende bei Kristiansund BK in den Trainerstab von Geir Bakke. Nachdem in der Zweitliga-Spielzeit 2013 der Klassenerhalt gelungen war, veränderte sich Bakke als Trainerassistent in Richtung Molde FK und Michelsen rückte zur folgenden Spielzeit als Cheftrainer nach. Er etablierte den Klub im Aufstiegsrennen zur ersten Liga, wo er in den beiden ersten Jahren seiner Amtszeit gegen Bærum SK respektive FK Jerv in den Aufstiegsspielen scheiterte. In der Spielzeit 2016 wurde der Klub unter seiner Leitung Zweitligameister und platzierte sich in den folgenden Jahren regelmäßig in der oberen Tabellenhälfte der Eliteserie. In den Spielzeiten 2018 und 2020 verpasste die Mannschaft dabei als Tabellenfünfter nur knapp einen Europapokalplatz. In der Spielzeit 2022 verpasste er mit dem Klub den Klassenerhalt. Nachdem die Vereinsführung in der Spielzeit 2023 das Saisonziel des direkten Wiederaufstiegs in Gefahr gesehen hatte, wurde er Ende August von seinen Aufgaben entbunden.
Nachdem sich Sarpsborg 08 FF und Stefan Billborn, der als Trainer von IFK Göteborg nach Schweden zurückkehrte, Ende Juni 2024 getrennt hatten, wurde Michelsen wenige Tage später als neuer Cheftrainer des im Abstiegskampf befindlichen Erstligisten mit Vertragslaufzeit bis Ende 2026 vorgestellt.